# Kollagen-Typ 9α2
Kollagen Typ IX, alpha 2 ist ein fibrillenassoziiertes Kollagen, das vom Gen COL9A2 codiert wird. Es bildet mit dem verwandten Kollagen Typ IX, alpha 1 und Kollagen Typ IX, alpha 3 Heterotrimere, die wiederum Kollagenfibrillen vom Typ IX formen.

## Eigenschaften

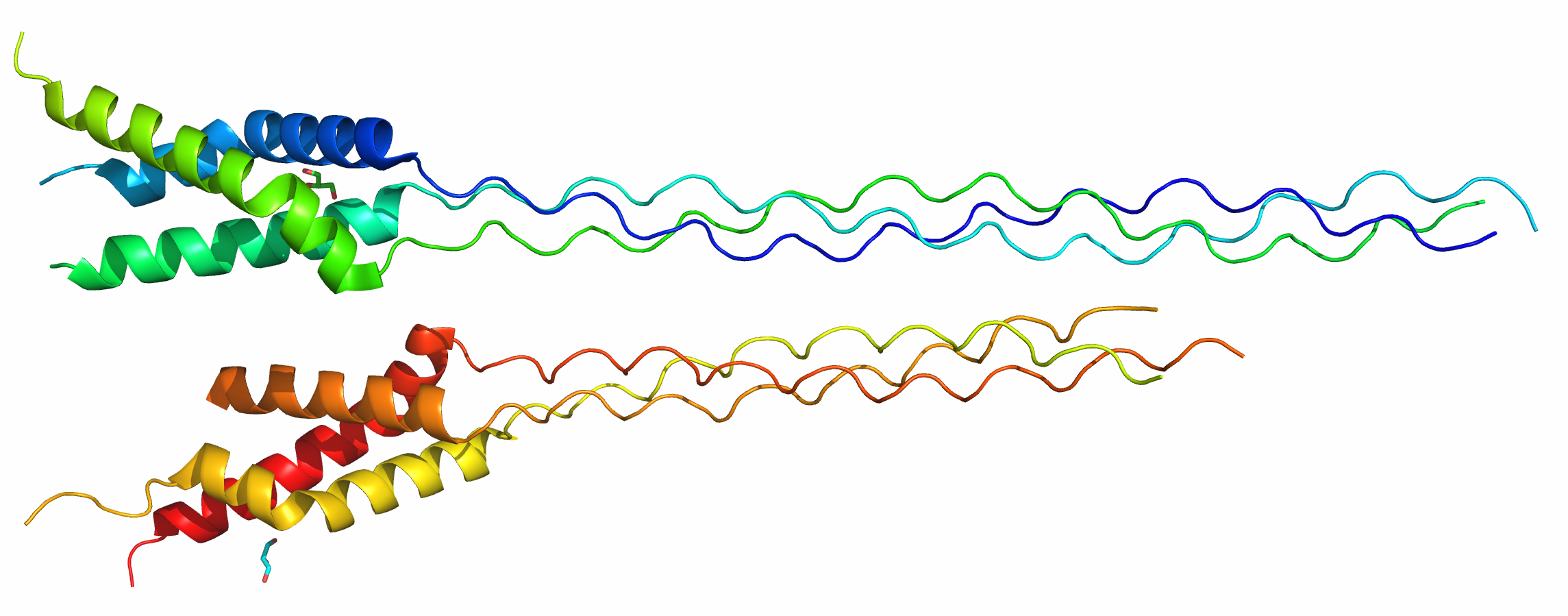
Bändermodell der NH2-Domäne von Kollagen Typ IX, alpha 2 nach PDB 5CVA

Kollagen Typ IX, alpha 2 ist Bestandteil des hyalinen Knorpels und des Glaskörpers. Besonders an dieser Kette ist, dass es Glykosaminoglykane als Seitenkette enthält. Indem die Glykosaminoglykane sich in Form von Proteoglykanen kovalent an das Protein binden, verleihen sie den faserbildenden Stoffen eine hohe Elastizität. Die Elastizität liegt darin begründet, dass Glykosaminoglykane Wasser aufnehmen können.